# Йокулса
Йокулса (на исландски: Jökulsá á Fjöllum) е река в Исландия. С нейните 206 km е втората по дължина река в страната (след Тьоурсау). Водосборният ѝ басейн е 7380 km². Води началото си от разтопените ледове на ледника Вахтнайокутъл (поради което и името ѝ се превежда „Ледената река“) и тече на север до Гренландско море.
На река Йокулса са се формирали три красиви водопада – Детифос, Селфос и Хафрагилсфос, първият от които е най-мощният водопад в Европа. Целият район около течението на Йокулса е защитен и попада в рамките на едноименния национален парк Йокулсарглюфур. Реката тече през живописни долини и тесни каньони и тези красиви места са много посещавани от туристите през всички сезони и особено лятото, когато по нея се провеждат рафтинг-състезания.